# ویلیام کرویکشانگ (شیمیدان)
ویلیام کرویکشانگ (انگلیسی: William Cruickshank؛ زاده درگذشته ۱۸۱۰) یک شیمی‌دان اهل بریتانیا بود.